# Ľudovít Kocian
Ľudovít Kocian (ur. 24 grudnia 1947 w Trzcianie na Orawie) – słowacki zoolog (ornitolog i teriolog). 

## Życiorys
Syn Antona Kociana, wnuk Antoniego Kocyana, ornitologów.
Od 1970 r. jest pracownikiem naukowym Uniwersytetu w Bratysławie. Zajmuje się badaniami ptaków i drobnych kręgowców w Tatrach, w tym problemami ich synantropizacji. Jest członkiem rady słowackiego Tatrzańskiego Parku Narodowego, działa na rzecz ochrony przyrody. Jest też autorem opracowań na temat dziejów turystyki w Tatrach Orawskich.
Jego żoną jest Elena Kocianová, parazytolog.